# Мінний крейсер

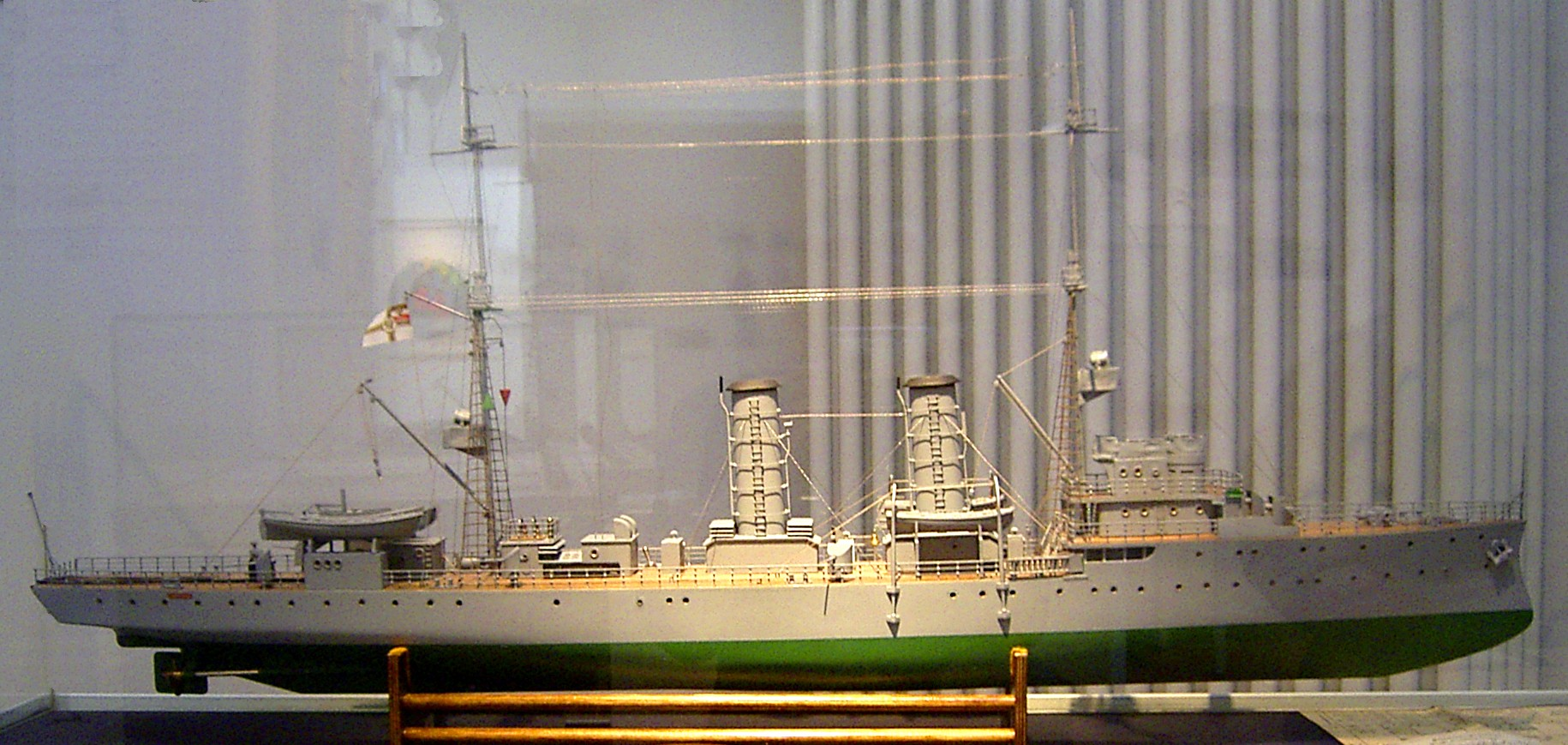
SMS Albatross. Модель

Мінний крейсер (нім. Minenkreuzer, англ. minelaying cruiser) — у німецьких Імператорських ВМС і австро-угорському Цісарсько-королівському військовому флоті (нім. k. k. Kriegsmarine) різновид малого крейсера (нім. Kleiner Kreuzer), введений у офіційну класифікацію кораблів Імператорських ВМС як крейсери з водотоннажністю до 5500 т. Малі крейсери з 1922 перекваліфікували згідно з рішенням Вашингтонської морської конференції у легкі крейсери (вони мали гармати головного калібру до 152 мм).
Мінні крейсери призначались для наступальних дій з постановкою мін у ворожих водах і для захисту власного флоту. Поєднували характеристики мінного загороджувача, несучи декілька сотень мін, та крейсера, розвиваючи велику швидкість при значній водотоннажності та наявності сильної артилерії, декотрі малі і легкі крейсери могли нести до кількох десятків мін.

## Історія
Було побудовано незначну кількість спеціалізованих мінних крейсерів. Для виконання їх завдань використовували переважно переобладнані крейсери. Їхнє гарматне озброєння часто зменшували на користь збільшення кількості мін. На час створення на початку ХХ ст. даного класу у декотрих країнах мінні крейсери були великими, швидкими, озброєними постановниками мін, адже тодішні мінні загороджувачі переважно переобладнували з невеликих вантажних кораблів для транспортування і установки мін. Одночасно вони несли озброєння менш потужне за звичайні крейсери аналогічного розміру і були позбавлені надійного панцирного захисту. У міжвоєнний період новозбудовані мінні загороджувачі були більшими, краще озброєними, що зрештою нівелювало потребу у мінних крейсерах.
у 1907–1908 німецькі Імператорські ВМС отримали два перші однотипні мінні крейсери SMS Nautilus та SMS Albatross водотоннажністю 2.208 т, швидкістю 20,7 вузлів, 8×88-мм гарматами, 288 мінами.
У 1914 у Швеції збудували мінний крейсер «Клас Флемінг» водотоннажністю 1.550 т, швидкістю 20 вузлів, з 25-мм панцирною палубою, 4×120-мм гармати, 190 мін.

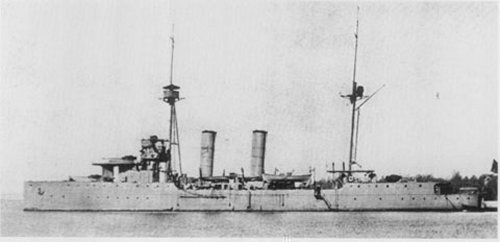
HMS Clas Fleming.

У 1916 збудовано для німецьких два мінних крейсери класу Brummer водотоннажністю 4.385 т, швидкості 28 вузлів, 4×150-мм гарматами, 400 мінами — SMS Brummer  і SMS Bremse.
Для Королівського ВМФ Великої Британії було збудовано 19922/26 мінний крейсер «Адвенчур» водотоннажністю 6.850 т, швидкістю 27,7 вузлів, 4×120-мм гарматами, 340 мінами.
За прикладом британців для ВМС Франції збудували 1928/1932 мінні крейсери Pluton водотоннажністю 4.773 т, швидкістю 30 вузлів, 4×138-мм гарматами, 220/270 мінами та Émile Bertin 5.886 т, швидкість 34 вузли, 9×152-мм гармати, до 200 мін.
У Імперському флоті Японії було перебудовано два старі крейсери «Окиносима» (колишн. «Генерал-адмирал Апраксин») водотоннажністю 4.400 т, швидкістю 4×140-мм гармати, 500 мін та «Tokiwa», після 1922 9.700 т, швидкість 21,5 вузлів, 12×76-мм гармати, 500 мін. Якщо японські крейсери офіційно не кваліфікувались мінними, то старі легкі крейсери США після перебудови отримали позначення CM — Cruiser-Minelayer.
Напевно, останніми кораблями даного класу була британська серія 1941 з шести кораблів Abdiel-класу водотоннажністю 2.650 т, швидкістю 39,7 вузлів, 6×100-мм гармат, 156 мін. Їх називали і мінними крейсерами і швидкісними мінними загороджувачами. У міжвоєнний період 1927 у Німеччині збудували серію легких крейсерів класу Königsberg водотоннажністю 6.000 т, швидкістю 32,1 вузли з 9×150-мм гарматами, 12×533-мм торпедними апаратами і 120 мінами. Як видно з цих британських і англійських кораблів різниця поміж мінними крейсерами, легкими крейсерами, мінними загороджувачами у міжвоєнний період стала незначною.